# هسبورن
هسبورن (به آلمانی: Hesborn) یک منطقهٔ مسکونی در آلمان است که در هالنبرگ واقع شده‌است. هسبورن ۱٬۰۶۰ نفر جمعیت دارد.